# Arma de airsoft

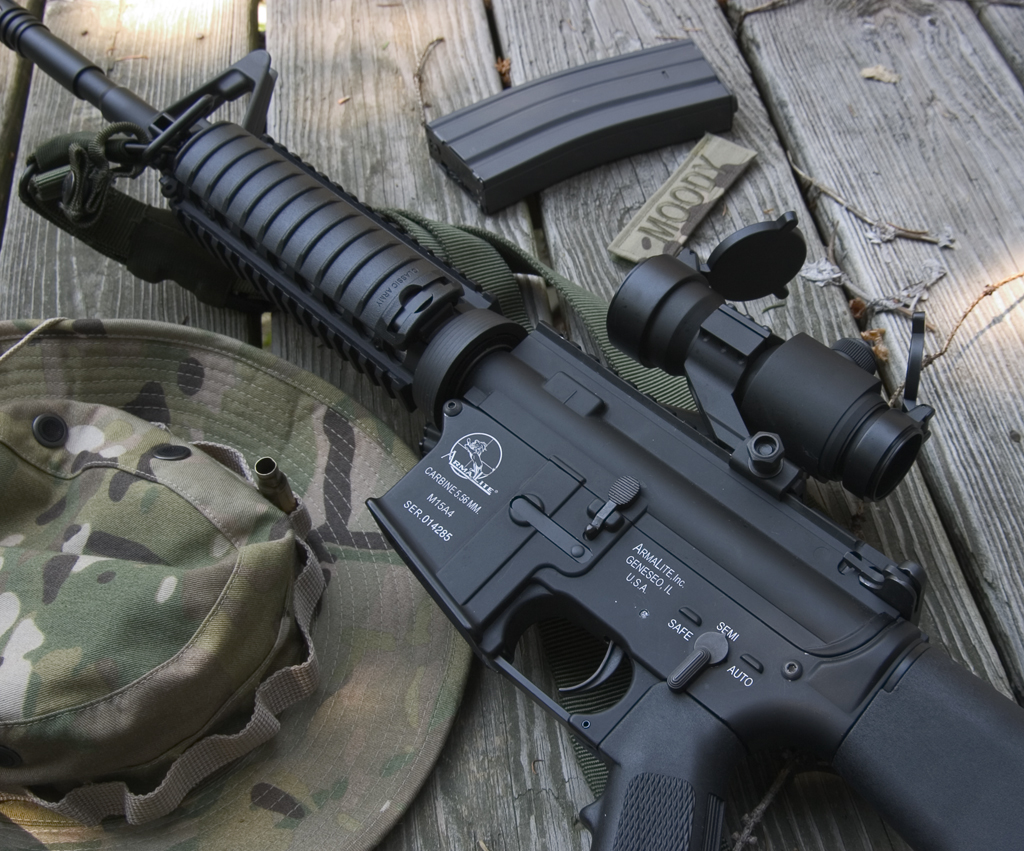
Réplica de un M4 de accionamiento eléctrico fabricado por Classic Army, con una réplica de mira réflex Aimpoint CompM2

Las armas de airsoft son armas de juguete, réplicas de armas reales utilizadas en el deporte denominado airsoft. Son un tipo especial de armas de aire comprimido de ánima lisa de muy baja potencia, diseñadas para disparar proyectiles esféricos no metálicos, a menudo coloquialmente (pero incorrectamente) denominados "BB", que generalmente están fabricados a base de materiales plásticos o de resinas biodegradables.
El nombre inglés airsoft hace referencia precisamente a que se trata de armas de aire comprimido de escasa potencia. 
Los sistemas de lanzamiento de proyectiles de estas armas están diseñados para tener una baja calificación de energía de salida (generalmente menos de 1,5 J, o 1,1 ft⋅lb) y los proyectiles tienen significativamente menos poder de penetración y de frenado que las armas de aire comprimido convencionales, y son generalmente seguras para fines deportivos de competición y recreativos si se cuenta con un equipo de protección apropiado y en buen estado. 
Dependiendo del diseño del mecanismo de propulsión de los proyectiles, las armas de airsoft pueden clasificarse en dos grupos: mecánicas, que disponen de una bomba de aire de pistón con un muelle helicoidal que se acciona manualmente (por ejemplo, armas de muelle), o se acciona automáticamente mediante un sistema de engranajes impulsado por un motor eléctrico alimentado por una batería; y neumático, que funciona mediante la liberación controlada por una válvula de gas envasado a presión precargado, como propano comprimido mezclado con aceite de silicona (comúnmente conocido como "gas verde") o pequeñas bombonas de CO2. 
Como armas de juguete, los modelos de airsoft a menudo pueden diseñarse para parecerse de manera realista a las armas de fuego genuinas en su apariencia externa, y puede ser muy difícil distinguirlas visualmente, a pesar de la punta del cañón de color naranja obligatoria en algunas jurisdicciones. Sin embargo, independientemente de la semejanza de su aspecto, las armas de airsoft no pueden modificarse funcionalmente para ser transformadas en armas de fuego reales, debido a su construcción y diseño.

## Uso

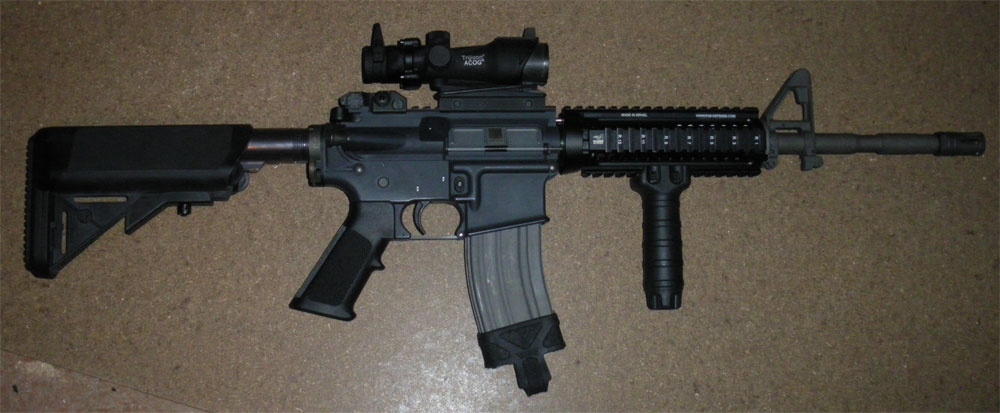
Arma de entrenamiento profesional Systema M4A1 MAX

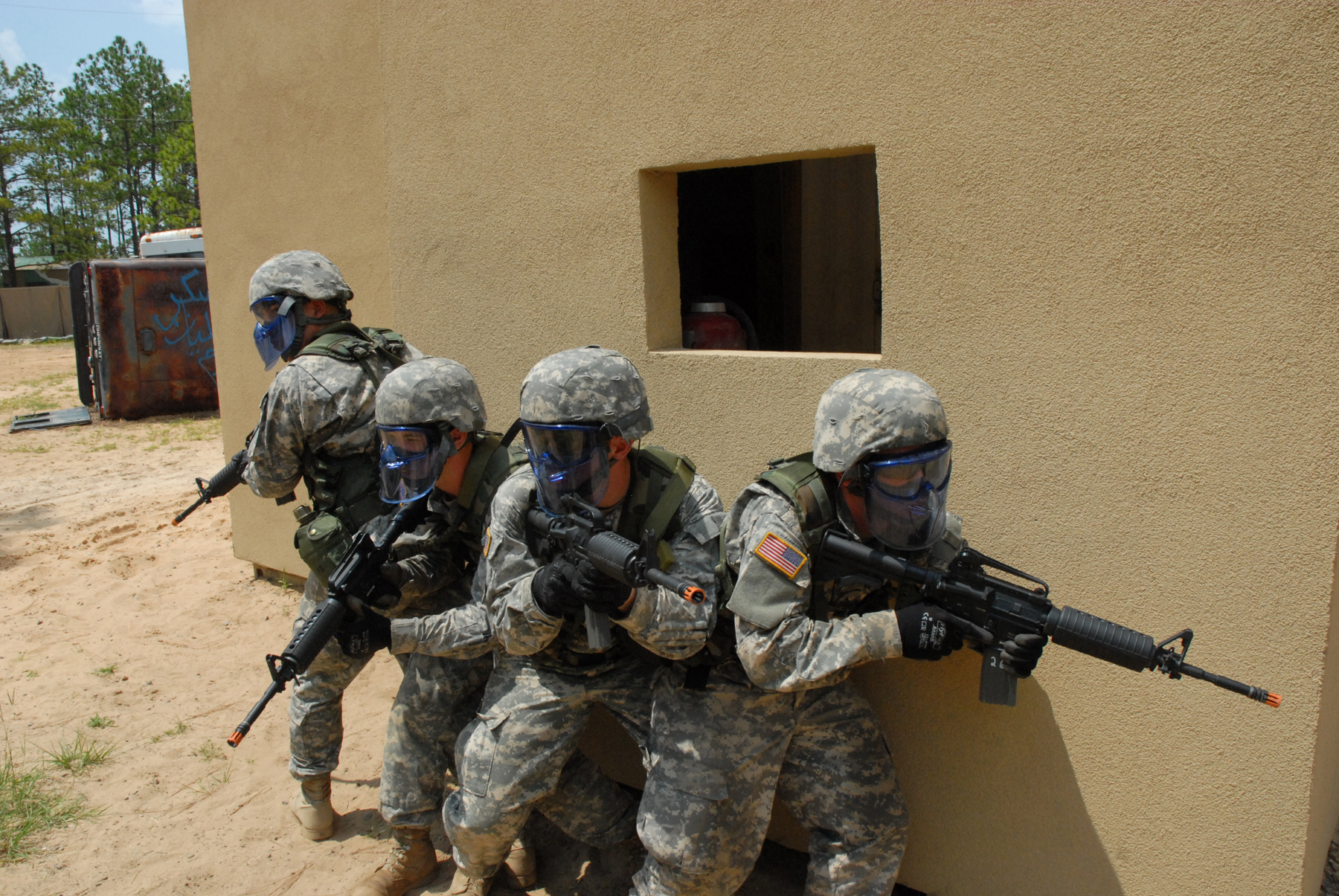
Soldados del 187º Batallón de artillería del Ejército de los EE. UU. preparados para despejar una vivienda durante un entrenamiento de combate, utilizando armas de airsoft como parte de un programa piloto desarrollado en 2009

Las armas de airsoft se usaban en el pasado casi exclusivamente para fines recreativos, pero en 2012, un modelo equipado con la tecnología de retroceso de gas (GBB) fue adoptado por las instituciones federales y estatales de los EE. UU. como una herramienta de entrenamiento táctico asequible y fiable para el combates de corta distancia. En 2018, la Guardia Costera de Estados Unidos adoptó oficialmente la pistola P229 de la marca SIG para el entrenamiento. Las armas GBB permiten ejercicios realistas de manipulación de armas, entrenamiento de automatización de movimientos, inmersión al estrés y simulaciones de oposición a la fuerza con un costo mucho menor que el de los kits convencionales que usan cartuchos de marcado con balas de cera de fabricantes de municiones de entrenamiento como UTM y Simunition. También permiten el entrenamiento de tiradores básico y avanzado en un entorno más seguro, al reducir los riesgos de lesiones accidentales o muerte por un disparo negligente. 
Hay clubes, equipos e incluso asociaciones deportivas dedicadas a eventos de airsoft en todo el mundo. En Europa se celebran algunos de los mayores eventos, con combates que reúnen a más de dos mil participantes. En América del Norte, sólo en 2012, el Fulda Gap Airsoft Game, celebrado en Taylorsville (Carolina del Norte), contó con más de 1100 participantes, y la Serie de Simulación Militar Operation Lion Claws (OLCMSS) contó con la asistencia de 800 personas en la Base de la Fuerza Aérea George en Victorville (California). American Mil-sim, Black Sheep y Ballahack también albergan grandes juegos. La atracción de estos juegos con gran afluencia de aficionados se debe a la intensidad y variedad en el equipo que se utiliza, desde armas pequeñas hasta vehículos blindados. 
En muchos países, todos los propietarios de armas de airsoft y entusiastas activos deben estar afiliados a una asociación o federación acreditada. La mayoría de los participantes organizan juegos en un campo registrado, donde se simulan situaciones de combate usando armas tales como réplicas de pistolas, ametralladoras, carabinas/fusiles de asalto, DMR/rifles de francotirador, ametralladoras ligeras, granadas de mano y minas terrestres. Suele utilizarse gran variedad y profusión de equipo militar. La recreación histórica de situaciones de guerra famosas es otra de las actividades favoritas de muchos jugadores y clubes de airsoft. Además, varias compañías como Systema Engineering y Celsius Technology fabrican rifles de airsoft ultrarrealistas de alta velocidad, diseñados específicamente para la policía y el ejército con fines de entrenamiento no letal. Actualmente también pueden usarse como accesorios para la realización de películas.

## Tipos

### Accionado por muelle
Las armas de aire comprimido accionadas por muelle son dispositivos de disparo único que utilizan la energía potencial elástica almacenada dentro de un muelle helicoidal comprimido para impulsar una bomba de aire de pistón, que se libera al apretar el gatillo y presuriza rápidamente el aire dentro del cilindro de la bomba para a su vez "soplar" los proyectiles por el cañón. Estas armas son casi idénticas (aunque simplificadas y de poca potencia) en diseño a las armas de aire comprimido y tienen los mismos principios de funcionamiento. El usuario debe volver a comprimir manualmente el resorte bajo tensión antes de cada disparo, típicamente tirando hacia atrás del deslizador (pistolas), del mango del perno (rifles) o del mango de una bomba (escopetas) situados en el arma. Su diseño impide que realicen disparos automáticos o semiautomáticos. 
Las armas de aire comprimido accionadas por resorte generalmente no son tan potentes como las de gas, pero si más que las de accionamiento eléctrico, porque los resortes más rígidos a menudo se pueden usar sin la preocupación de sobrecargar el sistema de engranajes motorizado, aunque algunas escopetas y fusiles de cerrojo de resorte pueden ser muy potentes, con velocidades de salida de hasta 400-700 pies/s (121,9-213,4 m/s). Las armas de resorte son generalmente económicas (excepto los rifles de francotirador de alta potencia y las escopetas), y pueden no durar mucho tiempo (dependiendo de la calidad de construcción) debido a la tensión ejercida en las partes del arma por el retroceso de un poderoso resorte. Sin embargo, se pueden modificar para que duren más y disparen con más fuerza. 
Si bien la mayoría de las armas de airsoft eléctricas también usan resortes para impulsar la bomba de aire y propulsar los proyectiles, usan fuentes de energía externas y no se consideran de la misma categoría que las armas de resorte manuales de un solo disparo. Las armas de resorte de gama baja tienden a ser mucho más baratas que sus equivalentes eléctricos, debido a su simplicidad y falta de componentes eléctricos (motor/actuador eléctricos, sistema de engranajes del resorte, así como una batería y su cargador) y, por lo tanto, están ampliamente disponibles. Son menos adecuadas para la competición porque tienen una desventaja en la cadencia de disparo contra las armas automáticas en combate cuerpo a cuerpo, y no proporcionan suficiente precisión y potencia para el uso a larga distancia. Sin embargo, hay algunas excepciones, ya que los rifles de airsoft accionados por resorte de alta gama pueden ser bastante caros. Suelen ser armas adecuadas para aplicaciones de "tirador" en competiciones de airsoft y proporcionan altas velocidades de salida. En climas muy fríos, las armas de resorte son más fiables que las de gas e incluso que las eléctricas automáticas (AEP), que pueden verse afectadas negativamente por las temperaturas extremadamente bajas. Esto representa una de las principales ventajas de las armas de resorte, ya que pueden dispararse en prácticamente cualquier situación sin depender de baterías o de ampollas de gas. Esta independencia de las fuentes de energía externas hace que algunos jugadores prefieran las armas accionadas por resorte. También son menos susceptibles a los efectos del agua, como las armas alimentadas por batería, que podrían cortocircuitarse y funcionar mal cuando están mojadas. 
Suelen ser más baratas que las armas eléctricas o de gas. También están más disponibles en la mayoría de los grandes almacenes, y debido a su bajo precio, disponibilidad y simplicidad, pueden usarse como "armas de entrenamiento" con el fin de atraer a nuevos jugadores. En el Reino Unido, se les conoce cariñosamente como "springers" (de spring, muelle), y a menudo sirven de introducción al deporte del airsoft debido al menor costo inicial en comparación con las armas AEG y GBB. Casi todos los jugadores de airsoft han poseído en algún momento un arma de resorte, ya sea para su uso real en un evento competitivo o por su valor como réplica, ya que algunas armas de airsoft solo están disponibles como versiones de muelle. Sin embargo, algunos jugadores veteranos todavía confían en los rifles de francotirador y las armas de resorte tipo escopeta como arma principal debido a su fiabilidad, alta potencia, gran precisión y bajo ruido, así como por su facilidad de reparación y modificación en comparación con las pistolas AEG y GBB. 
Para poder comprar un arma de airsoft en los Estados Unidos, una persona debe tener al menos 18 años de edad.

### Accionado por batería

#### Armas eléctricas automáticas

Una ilustración del funcionamiento de un sistema de engranajes de motor eléctrico Version 2

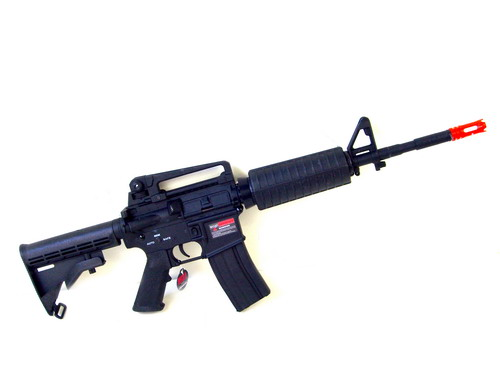
Un Dboys M4A1 AEG

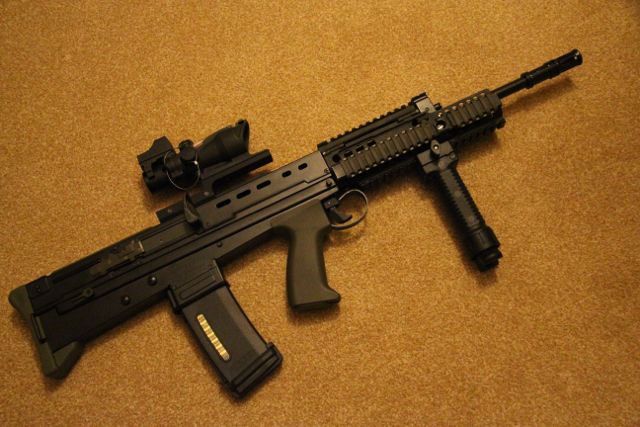
Un ARES L85 AEG personalizado con un sistema de interfaz de raíl Daniel Defense, réplica de una Mira ACOG, Grip Pod y Magpul PTS EMAG

Las armas de airsoft accionadas eléctricamente usan una bomba de pistón con resorte al igual que las armas de resorte, pero en lugar de la operación manual, generalmente usan paquetes de baterías recargables portátiles para alimentar un motor eléctrico interno, que se sirve de un sistema de engranajes para comprimir el resorte de la bomba y propulsar/cargar proyectiles de forma cíclica. Permiten disparos automáticos, 3 rondas de ráfagas o disparo semiautomático, lo que da a estas armas el nombre popular de "armas eléctricas automáticas", o AEG. A menudo alcanzan velocidades de salida de 150 a 650 pies por segundo (45,7 a 198,1 m/s) y velocidades de disparo (RoF) entre 100 y 1500 disparos por minuto. Son el tipo más comúnmente utilizado y ampliamente disponible. 
Las AEG se desarrollaron en Japón, y se atribuye a la compañía Tokyo Marui la creación del sistema de engranajes original. En un arma Tokyo Marui, el motor impulsa un tren de tres engranajes montado dentro de una caja, que carga un pistón de la bomba contra un resorte. Una vez que se suelta el resorte, empuja el émbolo del pistón hacia adelante a través del cilindro de la bomba para impulsar un proyectil que descansa dentro de la recámara a través del cañón. Muchos otros fabricantes han replicado más o menos este modelo básico, agregando piezas reforzadas o mejoras menores. 
Las armas de airsoft eléctricas funcionaban principalmente con baterías de hidruro de níquel-metal (NiMH) con voltajes variables y una carga de miliamperios por hora. La batería más común es un conjunto de pilas de 8,4 V, con una capacidad de entre 2200 y 5000 mAh. También están disponibles las baterías "mini" y "stick", que generalmente tienen capacidades de 900~1600 mAh. Los voltajes para baterías de NiMH van desde 7,2 V a 12 V. La regla general habitual es que cuanto mayor sea la clasificación de mAh, más durará la batería; y cuanto mayor es el voltaje, mayor es la velocidad de disparo. Recientemente, sin embargo, las baterías de polímero de litio (Li-Po) más densas en energía se están volviendo más populares en el mundo del airsoft, ya que duran más, tienen mayores capacidades y voltajes, y pueden cargarse con mayor frecuencia sin preocuparse por la reducción del voltaje, mientras que al mismo tiempo, son pequeñas y ligeras. Estas baterías generalmente tienen una calificación que va desde 7,4 V hasta 11,1 V, variando entre 500 mAh y 6500 mAh. 
Las modificaciones externas, como los cuerpos metálicos y los plásticos reforzados que hacen que las AEG se vean y se sientan aún más realistas, se han vuelto muy populares. Los fabricantes de AEG como Classic Army y Tokyo Marui producen réplicas que son visualmente casi idénticas a los originales reales. Tokyo Marui usa un plástico ABS, mientras que Classic Army presenta armas con cuerpo de metal completo y elementos más resistentes. La mayoría de las AEG producidas en los últimos tiempos están diseñadas para ser visualmente tan realistas como sea posible. 
Las tres AEG más comunes en el campo son la serie AR-15 (como el fusil M16, la carabina M4, etc., a veces denominada serie ArmaLite o Colt), la serie H&K MP5 y la serie AK o Kalashnikov. También cada vez más popular es el H&K G36 y más recientemente, FN P90 y H&K MP7. Posteriormente, han aparecido numerosas piezas para reparaciones y modificaciones de estas armas. Los modelos AEG van desde una simple pistola hasta una granada propulsada por cohete o una ametralladora. 

#### Armas eléctricas de baja potencia

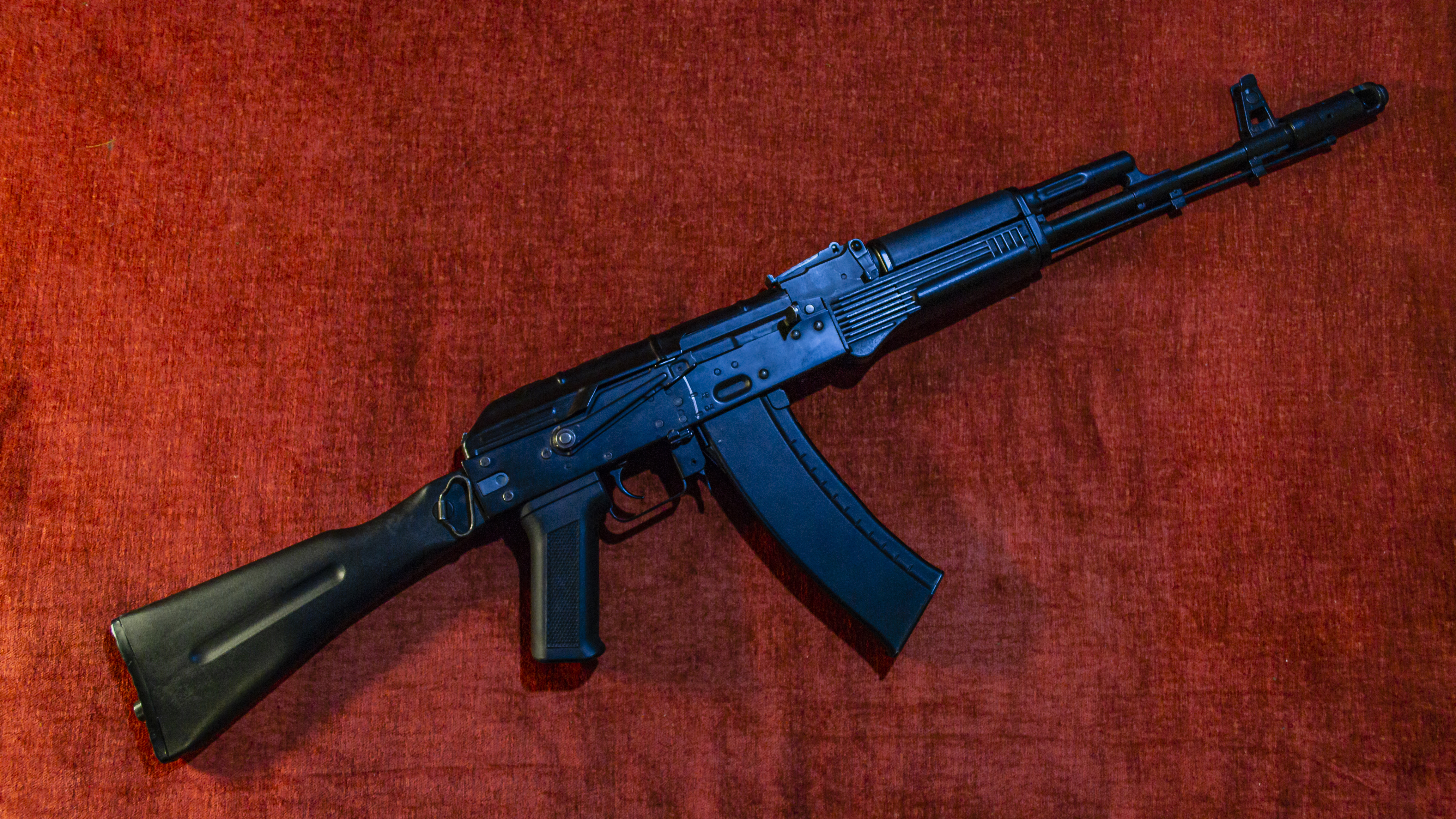
Réplica de fusil de asalto AK-74M de CYMA

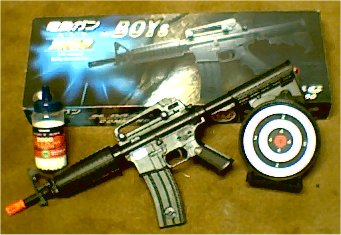
Rifle eléctrico Dboys de fuego selectivo modelo Colt ninja "Boys", aproximadamente a escala 3/4, en la foto con munición Crosman de 0,12 gramos y Cybergun

Algunos modelos de airsoft se denominan armas eléctricas de baja potencia (LPEG), para distinguirlas de las AEG originales, más caras y más potentes, aunque su diseño y funcionamiento mecánico/eléctrico es similar. No se deben confundir con las mini eléctricas (descritas a continuación). Originalmente solo tenían un valor como novedad, y a menudo se consideraban por debajo de las armas operadas por resorte debido a su construcción y bajas velocidades. Hay armas accionadas por resorte que pueden superar notablemente a las verdaderas LPEG de gama baja y se pueden encontrar a precios comparables, por lo que generalmente se consideran mejores opciones. 

#### Armas eléctricas de precio medio
Algunas compañías, como UTG con sus populares modelos MP5 y AK-47, han mejorado su calidad hasta el punto de que algunos modelos ahora se consideran simplemente como AEG de rango medio, más asequibles pero todavía razonablemente efectivas. Entre los aficionados, se denominan comúnmente armas eléctricas de precio medio (MPEG). A veces, son copias o 'clones' de diseños de fabricantes de mayor precio, como Tokyo Marui. A finales de 2008, un pequeño número de marcas MPEG como Echo-1/Jing Gong y CYMA son consideradas por muchos cercanas en calidad e iguales en rendimiento a los originales, con menos de la mitad del precio. Las MPEG "totalmente compatibles" imitan a los originales de Marui o Classic Army de manera tan precisa que las piezas de actualización estándar son totalmente intercambiables, lo que hace posible que una MPEG funcione más allá del rendimiento estándar de una AEG. 

#### Eléctricas con retroceso
Los modelos eléctricos con retroceso, también conocidos como EBB, son AEG de alta gama que generalmente funcionan con una batería recargable de 9,6 voltios. La mayoría de los modelos que utilizan este sistema son rifles. Las EBB simulan la acción de retroceso de una pistola o rifle real, pero generalmente tienen un efecto menor. Esencialmente una AEG en diseño, las EBB son igual de potentes. Sin embargo, un inconveniente de tener la función de retroceso es que la batería se agota rápidamente. Además, los retrocesos pueden causar tensiones adicionales en el sistema de engranajes, lo que puede resultar en una vida útil más corta. El sistema de retroceso se puede desactivar con algunos ajustes. 
El retroceso eléctrico también puede referirse a una característica propia de algunas armas de alta gama que ofrecen un funcionamiento más realista. Empresas como G&G ofrecen modelos como el M4 y el "RK47" que tienen partes móviles vinculadas directamente al mecanismo principal del arma, como el perno. Echo 1 ha lanzado recientemente una EBB, el modelo MP5SD. Además, APS (Accuracy Pneumatics Shooting) fabrica las EBB M4A1, M4 Commando y el AK47. Las M4 también tienen otros tres modelos con una unidad de retroceso. Estas armas funcionan de manera idéntica a las ofertas similares sin retroceso, pero con el realismo agregado de los pernos recíprocos y algo de retroceso. La mayoría de los modelos incorporan sistemas de retroceso neumático, pero algunos cuentan con sistemas mecánicos. 

#### Mini eléctricas
Recientemente, la compañía Well, conocida por sus armas de resorte, comenzó a fabricar una gama de modelos alimentados por batería en tamaño miniatura, y solo con disparo completamente automático. Se diferencian de los GPMG en que no son réplicas de armas de fuego reales a escala completa, ya que son versiones en miniatura, en su mayoría hechas de plástico negro o transparente. 
Tienen una capacidad de proyectiles pequeña, generalmente de entre 50 y 100 ráfagas, pero tienen un rendimiento razonable. Se han vuelto muy populares en los últimos años, y ahora están siendo fabricados por Tokyo Marui. Estas "minis", como se las conoce, no son una opción viable en los juegos contra las AEG, ya que su pequeña capacidad de munición, su corto alcance y su poca precisión de largo alcance dejan a su portador en una gran desventaja. Sin embargo, las mini armas eléctricas pueden competir con modelos de resorte a distancias cortas, principalmente debido a su mayor cadencia de fuego. 

#### Pistolas eléctricas automáticas
Las pistolas eléctricas automáticas, abreviadas AEP, fueron introducidas por primera vez por Tokyo Marui en 2005 con su Glock 18C (seguida más tarde por un modelo Beretta 93R). Fueron las primeras pistolas que incorporaron un sistema eléctrico capaz de funcionar de forma totalmente automática. 
En climas fríos, las AEP a menudo se consideran mejores armas cortas que las pistolas de gas, ya que las baterías no se ven tan afectadas por el clima. Los gases como el CO2 y el "gas verde" se almacenan en forma líquida y requieren calor para vaporizarse. Una pistola de gas a 10 °F (−12,2 °C) generalmente solo dispondrá de una o dos series utilizables de un cargador completo, e incluso tendrá una potencia reducida debido a la baja presión del gas. 
Debido a que el sistema de engranajes de una AEP y la batería son más pequeñas, la velocidad de salida (generalmente entre 200 y 200 a 280 pies/s (61,0 a 85,3 m/s)) son relativamente lentas según los estándares de las simulaciones de airsoft, lo que las hace útiles solo para la simulación a corta distancia. Sin embargo, las unidades avanzadas para estas nuevas armas tienden a compensar la baja potencia y pueden tener un alcance efectivo comparable al de una AEG. CYMA ha creado un clon de la pistola Glock 18C, que es una alternativa de menor precio. 
Una AEP difiere de las armas eléctricas con retroceso porque posee una corredera fija (en la que no hay movimiento externo durante el disparo), mientras que una EBB simula la acción del "retroceso" en la corredera experimentada en una pistola real o en una GBB. Sin embargo, una AEP tiene mucha más potencia y precisión. 
Una de las armas más nuevas de estilo AEP es la réplica producida por Marui de la Heckler & Koch MP7. Es considerablemente más grande que cualquiera de las otras armas, y puede actualizarse a una potencia mucho mayor mediante el uso de una batería externa, pero utiliza el mismo sistema que la AEP, por lo que su clasificación es ambigua. Es un poco más potente que las demás y es una opción adecuada para los juegos de combate en espacios cerrados debido a su pequeño tamaño y a su buena relación entre las longitudes del cañón y de la pistola. 
Algunas pistolas semiautomáticas pueden modificarse para ser pistolas automáticas. Para ser más efectivas, usan baterías recargables suministradas con la pistola y pueden reemplazarse con una batería más grande para aumentar su cadencia de tiro. 
Debido a las restricciones de tamaño, el motor eléctrico o las baterías deben ocupar espacio en la empuñadura, lo que reduce el espacio disponible para un cargador. En consecuencia, la mayoría de las AEP no usan un cargador de tamaño completo, que sí se encuentra en la mayoría de las pistolas de gas. 
Además, la mayoría de las AEP están construidas casi completamente de plástico, y proporcionan una sensación de ligereza más propia de un juguete que de un arma real.

### Impulsado por gas
- Retroceso de gas

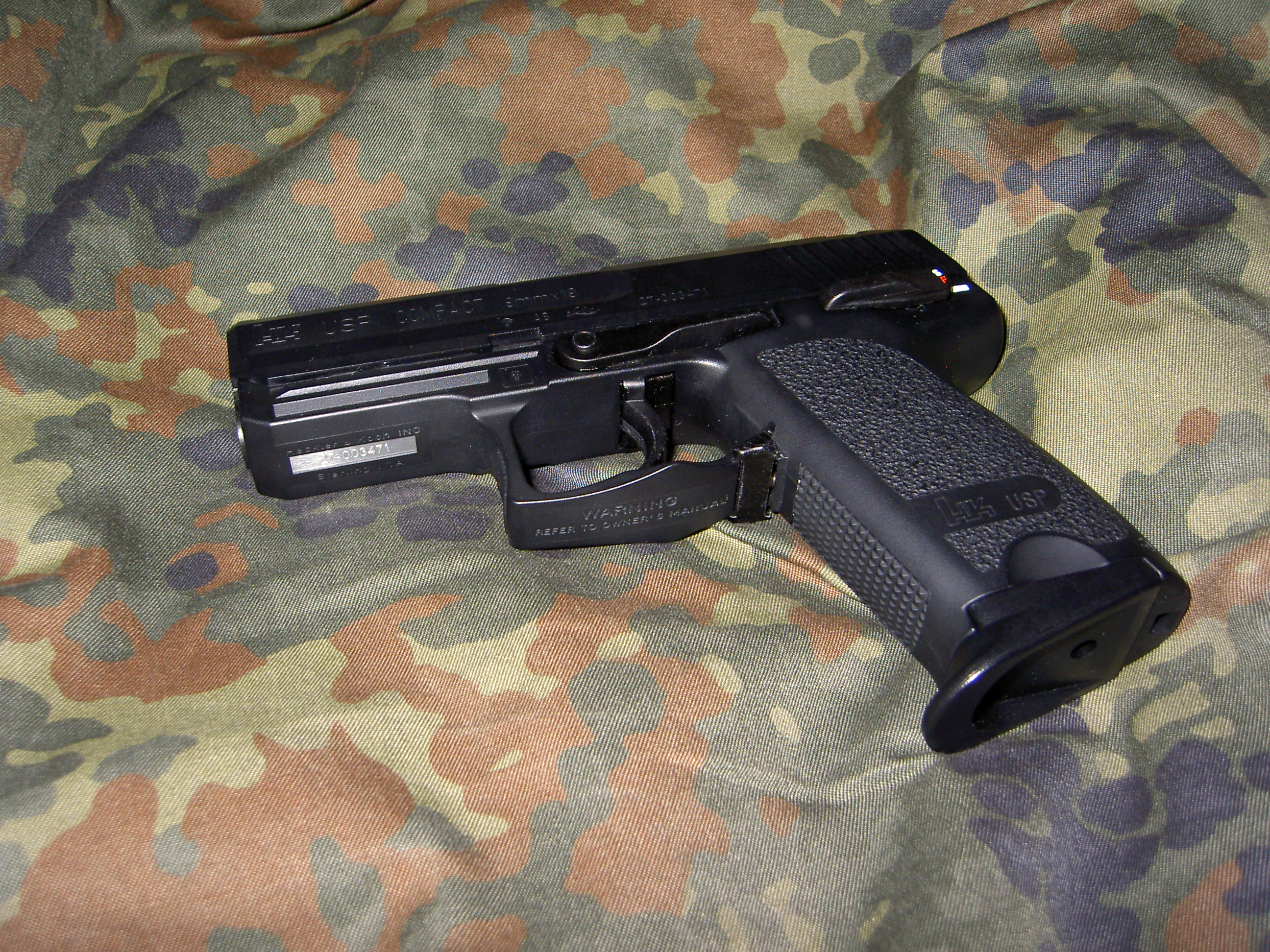
Una réplica de gas de la pistola Heckler & Koch USP Compact, fabricada por KSC

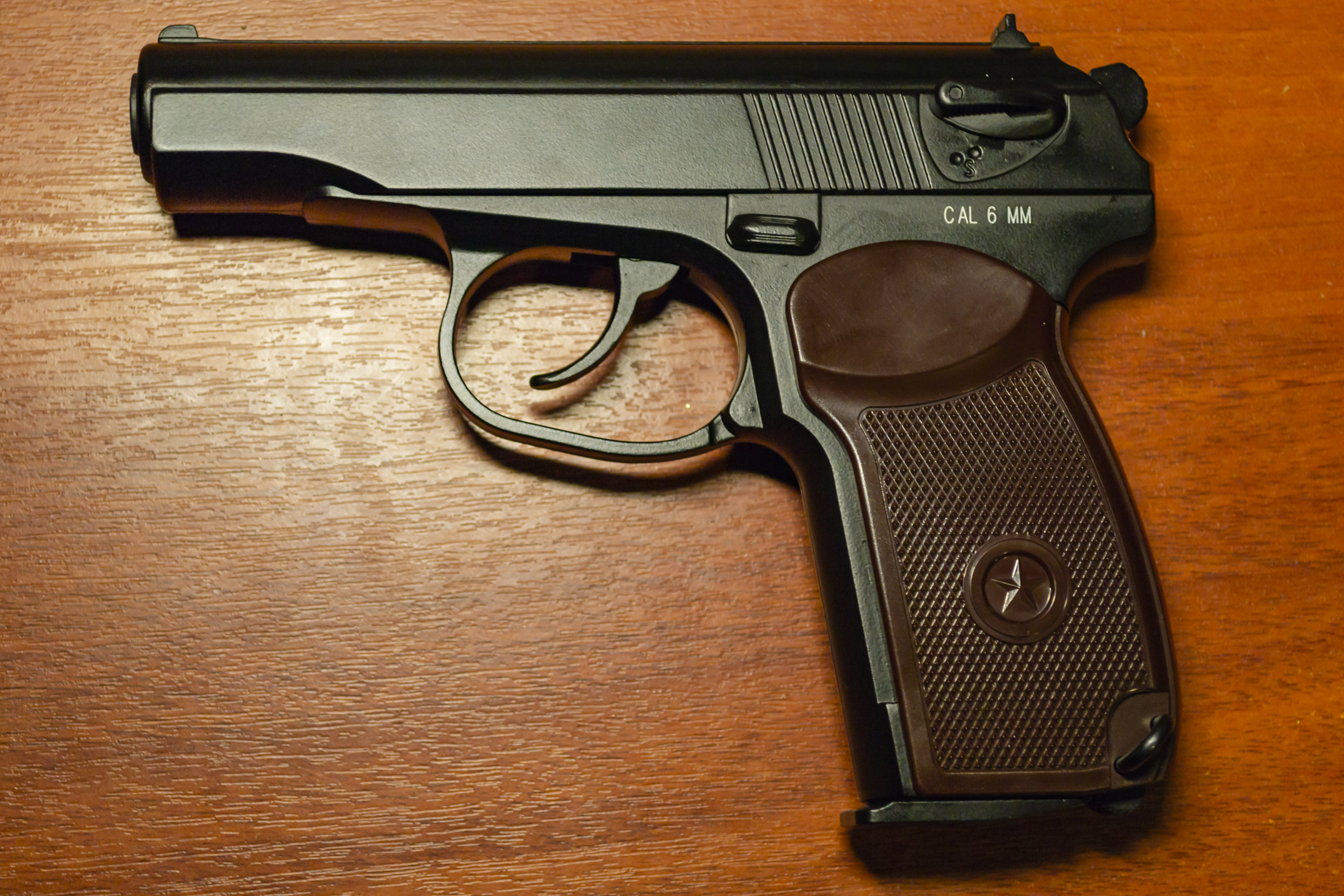
Una réplica de Makarov PM de gas sin retroceso de KWC

Las armas de aire comprimido que funcionan con gas utilizan la energía potencial neumática almacenada dentro del gas comprimido para impulsar el mecanismo de disparo, y por lo tanto, funcionan de acuerdo con un principio de diseño completamente diferente a las armas de aire comprimido con resorte o eléctricas. El tipo más común son las armas de retroceso de gas (GBB). Estas armas de gas usan un cartucho interno (generalmente dentro del cargador) que al apretar el gatillo libera el gas embotellado precargado a través de una serie de válvulas para impulsar el proyectil y generar un retroceso, que simula el retroceso real y carga cíclicamente el siguiente disparo. Son capaces de operación tanto automática como semiautomática. 
Los gases más comunes utilizados son el "gas verde" y el propano, que requiere un adaptador. El gas HFC-134a también se usa comúnmente, particularmente con armas que tienen deslizadores de plástico debido a su presión más baja, lo que da una menor posibilidad de daño al sistema de deslizamiento más débil. Entre los gases menos utilizados figuran el "gas rojo" (que en realidad es HCFC-22), el CO2 y el nitrógeno/aire a alta presión. Sin embargo, es ilegal usar HCFC-22 como propulsor en los EE. UU., ya que es una sustancia que agota el ozono de Clase II y su uso como propulsor de aerosol está prohibido desde enero de 1994 en virtud de la sección 610 (d) de la Ley de Aire Limpio. El gas rojo generalmente se evita, a menos que el arma de airsoft haya sufrido modificaciones, ya que su presión crítica relativamente alta puede causar daños al mecanismo, como la rotura del sistema de deslizamiento o el perno. El CO2, el nitrógeno, y el aire a alta presión son menos comunes, ya que necesitan ser almacenados a presiones más altas que el "gas verde" o el HFC-134a. 
Las primeras armas de airsoft a gas se conocían comúnmente como pistolas "clásicas", debido a su antigüedad. Estas armas eran impulsadas más comúnmente por gases licuados como el R-12 (que fue comercializado por los japoneses como FLON-12 o el nombre comercial de DuPont Freon 12) con un sistema de alimentación de CFC con la mayoría de las configuraciones que disponen de dos depósitos, uno que contiene el R-12 y uno usado como cámara de expansión, y el arma en sí. El R-12 era un refrigerante de uso común para aire acondicionado y refrigeradores de automóviles, y la EPA de EE. UU. lo considera una sustancia que agota el ozono de Clase I. Su uso como propulsor de aerosoles de uso general fue prohibido por la EPA de EE. UU. desde marzo de 1978 bajo la normativa 43 FR 11301, con muy pocas excepciones. Su uso también está prohibido en muchos países en virtud de los tratados de las Naciones Unidas. 
Numerosos usuarios modificaron posteriormente estas antiguas armas para ser alimentados por cartuchos de CO2 o de nitrógeno/aire a alta presión para aumentar su potencia y eficacia. Sin embargo, estas armas han sido reemplazadas en gran medida por las AEG más nuevas y más versátiles, o por armas eléctricas automáticas. Un motivo añadido es que el propelente más comúnmente disponible, el R-12, es caro. Además, con caudales altos, los propulsores licuados tienden a enfriarse y en ocasiones se congelan. A medida que avanza el enfriamiento, la velocidad de disparo disminuye gradualmente, hasta que el arma deja de funcionar. El usuario se vería obligado a esperar a que el propulsor se caliente nuevamente. El CO2 no se ve tan afectado por este problema, y el nitrógeno/aire a alta presión es inmune a él. Además, si se introduce propelente licuado en el mecanismo de la pistola, las piezas elásticas pueden congelarse, dañando el arma. Sin embargo, es poco probable que esto ocurra, ya que una vez que se libera el gas del cilindro contenedor, vuelve instantáneamente a su estado gaseoso y se expande rápidamente. Es dudoso que la presión retenida detrás del proyectil antes de que comience a acelerar sea suficiente para mantener el gas en forma líquida. Además, cualquier arma que se exponga al frío intenso del gas despresurizado debe tener materiales que puedan soportarlo. 
La energía del gas tiende a usarse en pistolas de airsoft donde las restricciones de tamaño hacen que los mecanismos eléctricos no sean prácticos. Otras circunstancias donde se favorece el gas son aquellas en las que se requieren velocidades ajustables o donde se desea una función de retroceso, con un mecanismo que alterna un sistema de deslizamiento o perno para simular mejor la operación de un arma de fuego real. Debido a las complejidades mecánicas relacionadas con la distribución y regulación del gas, estas pistolas han dado paso en gran medida a las pistolas eléctricas para aplicaciones menos especializadas, aunque siguen gozando del favor de la mayoría de los aficionados. No se limitan solo a las pistolas; las ametralladoras, los rifles de francotirador y los rifles de asalto comúnmente usan mecanismos de gas. Mientras que las réplicas de las ametralladoras suelen presentar un mecanismo de retroceso similar a las réplicas de las pistolas, las réplicas de fusil de francotirador generalmente omiten el mecanismo de retroceso a favor de un retroceso reducido y una mayor velocidad en el cañón. 
Además de para accionar armas, el gas también se usa en réplicas de granadas. Estas granadas son proyectiles disparados desde un lanzagranadas como el M203 o GP-25, o arrojables a mano. Los proyectiles funcionan con un sistema de pistón interno, lleno de gas. En la parte superior de la carcasa disponen de una serie de proyectiles, o en algunos casos, una cabeza de goma o espuma suave. Cuando se libera la presión, los proyectiles se disparan desde la granada hacia abajo. 
Las granadas arrojables contienen un pistón similar al utilizado en los proyectiles, pero incluyen un "temporizador" que permite al usuario quedar fuera del área de efecto de la explosión. Proyectiles esféricos o polvo actúan como metralla en el caso de estas granadas. Actualmente, ambos tipos de granadas no son muy comunes, principalmente porque los lanzagranadas son bastante caros y las granadas arrojables no son muy fiables. 
- Sistemas de aire a alta presión

Los sistemas de aire a alta presión (HPA) son un tipo de arma neumática de airsoft que utiliza aire de alta presión suministrado externamente, en lugar de recipientes de gas internos como la mayoría de las armas de airsoft operadas con gas. Funcionan mediante el uso de un tanque de aire de alta presión separado que está conectado al arma mediante una manguera, conectada a su vez con un motor neumático dentro del arma, en el lugar donde estaría la caja de engranajes en un arma eléctrica normal. El motor está alimentado por una unidad de control de disparo que puede ajustarse a la velocidad de salida deseada, así como al retardo que determina la cantidad de aire que se libera con cada disparo individual. Existen varios tipos de sistemas HPA y varían tanto en precio como en rendimiento. Las marcas y motores HPA más populares incluyen a PolarStar (Fusion Engine, F1, Jack), Wolverine (Hydra, Bolt, Inferno, Wraith, SMP), Valken (V12) y Tippmann (M4 Carbine) 
No existe unanimidad acerca de qué tipo es más efectivo, dependiendo de la preferencia de cada persona.

### Armas híbridas
Las armas de airsoft híbridas son el tipo más reciente en el mercado. Básicamente son modelos AEG o GBB estándar con un "pequeño grado de realismo adicional" incorporado, y generalmente son más potentes. 
- Operación híbrida AEG: dispone de cargadores con múltiples celdas, cada una de las cuales contiene una única bola de plástico. Estas carcasas pueden tener una pequeña tapa roja, la misma que las que se encuentran en las armas de juguete, colocada en la parte superior. Estas armas híbridas cuentan con un sistema eléctrico de retroceso completo, de modo que por cada proyectil disparado se expulsa una carcasa de casquillo, produciendo un sonido realista y un efecto de humo. Desde su aparición, las armas híbridas disponibles son las TOP M4A1, así como las M1 Garand, Kar98 y otros modelos de rifle. No son muy comunes en el mercado hoy en día y generalmente solo son adquiridas por coleccionistas y recreadores.
- Operación híbrida de retroceso de gas: las armas de airsoft de retroceso de gas híbrido son bastante similares a las AEG híbridas y su funcionamiento es similar al de las armas de retroceso de gas ordinarias. Se carga un único proyectil de 6 mm en cada celda de una carcasa, que va montada en un cargador. Dispone de un depósito de gas comprimido propulsor (como el "gas verde"), y a medida que se acciona el perno/sistema de deslizamiento, se carga una carcasa en la recámara. Cuando se aprieta el gatillo, libera una pequeña ráfaga de propelente y el proyectil es forzado a salir del cañón.

### Armas de entrenamiento

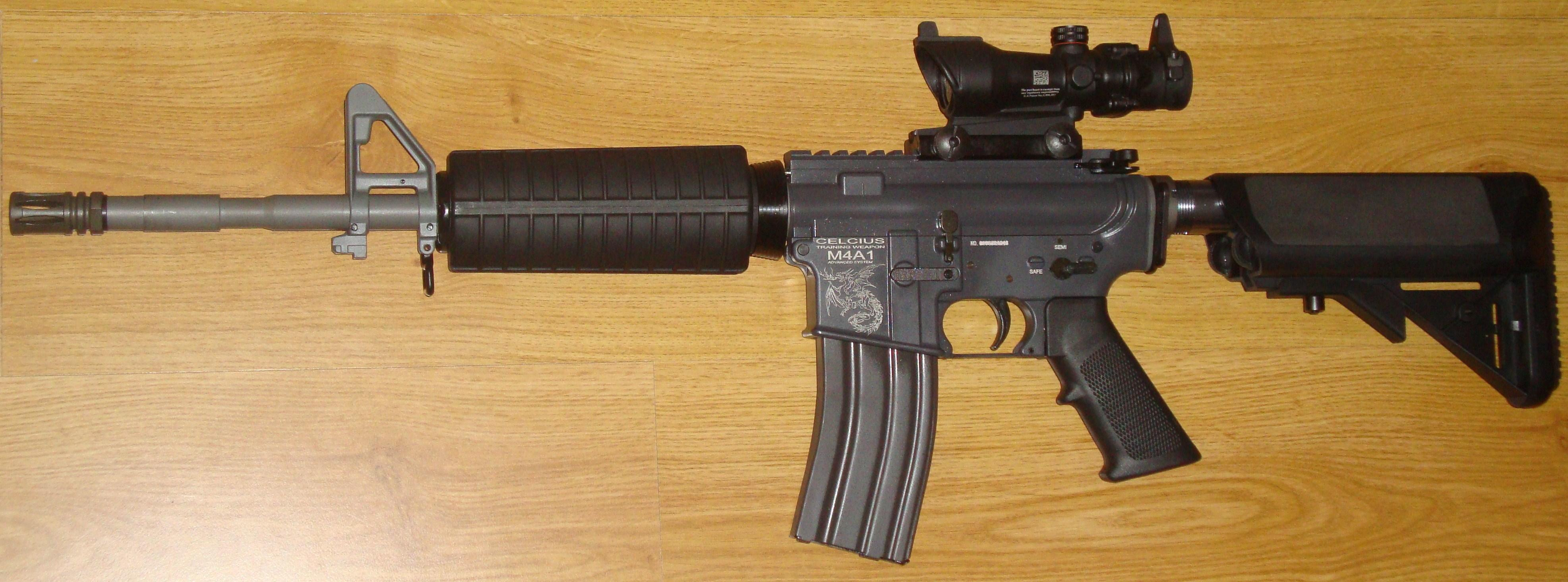
Modelo de arma de entrenamiento fabricado por Celcius Technology (Hong Kong), réplica del M4A1. También está disponible una réplica fabricada por G&G de la mira ACOG de Trijicon

El fabricante de armas de airsoft Systema Engineering (PTW) desarrolló una línea de modelos y accesorios destinados a la capacitación militar y policial. Estas armas están fabricadas con aluminio de tipo aeronáutico combinado con piezas de acero inoxidable, que brindan resistencia, estabilidad, protección contra la intemperie y fácil mantenimiento, siendo una reproducción realista de las armas militares originales. Desafortunadamente, han estado plagados de problemas de fiabilidad y disponibilidad de piezas de repuesto. También han sido modelos prohibidos en los EE. UU., debido a la posibilidad de convertirse en armas de fuego reales. Dos fabricantes, King Arms y KWA, lanzaron réplicas impulsadas por gas del fusil AR-15 aprobadas por la ATF, adecuadas para simular una correcta manipulación y despiece del arma para su uso en el adiestramiento militar, pero que también eran legales para los ciudadanos estadounidenses. El modelo de King Arms requería piezas de actualización adicionales para mejorar su fiabilidad, mientras que el KWA estaba penalizado por un sistema de disparo débil, pero por lo demás fiable. 
El 5 de noviembre de 2018, la Guardia Costera de los Estados Unidos, que ha utilizado durante mucho tiempo la pistola SIG P229 de calibre 40 como su arma auxiliar, anunció que adquiriría la pistola de airsoft SIG ProForce P229 CO2 (que luego fue producida bajo licencia de marca por French CyberGun, fabricante de airsoft, antes de que SIG tuviera que liberar las licencias externas y se hiciera cargo de la producción a principios de 2019), como su nueva pistola de entrenamiento para dar a los cadetes y guardias la capacidad de practicar el manejo de armas, y realizar prácticas de tiro en varios entornos y situaciones simuladas de combate.

## Prestaciones
Las armas de airsoft disparan bolas de plástico a velocidades de 30 m/s (98,4 pies/s) con una pistola de resorte de gama baja, hasta 200 m/s (656,2 pies/s) para rifles de francotirador personalizados muy mejorados. La mayoría de las AEG no actualizadas están en valores intermedios, con velocidades de 90 m/s (295,3 pies/s) a 120 m/s (393,7 pies/s). Los componentes internos de la mayoría de las armas pueden actualizarse, lo que puede aumentar significativamente la velocidad de los perdigones. Usar bolas más pesadas (0,25 g, 0,3g, etc.) reducirá significativamente la velocidad en la boca del cañón, pero puede aumentar la precisión a distancia y reducir la susceptibilidad a la deriva generada por el viento. Los proyectiles más ligeros tienen menos energía cinética que los más pesados, a pesar de su mayor velocidad de salida. Disminuir el peso del proyectil generalmente no aumenta su alcance. 
Una mejora común realizada por los aficionados consiste en introducir el sistema "hop-up", incluido en la mayoría de las AEG de gama media o alta, así como en armas de gas y rifles de francotirador de resorte. Este sistema consiste en disponer una sección de un tubo de goma (llamada "bucking"), en la pared superior interna del inicio del cañón. El rozamiento del proyectil con esta sección simula un efecto de retroceso, y a su vez dota al proyectil de un giro que se traduce en una mayor sustentación gracias al efecto Magnus, obteniéndose una trayectoria más plana durante un período de tiempo mayor. Este dispositivo se ajusta mediante tornillos o engranajes, sustituyéndose la goma cuando alcanza un cierto desgaste. 

## Precauciones de seguridad
El airsoft es una práctica segura cuando se realiza con el equipo de protección adecuado. La mayoría de las armas de airsoft en el mercado suelen disparar por debajo de los 350 pies por segundo (106,7 m/s), pero los proyectiles expulsados de cualquier tipo de arma de airsoft pueden viajar a unos 65 pies por segundo (19,8 m/s) a o más de 700 pies por segundo (213,4 m/s), y son capaces de causar heridas a velocidades de 350-400 pies por segundo (106,7-121,9 m/s). Por ejemplo, los juegos de combate en el Reino Unido tienen la velocidad de los proyectiles limitada a un máximo de 350 ft/s, con algunos casos donde se rebaja a 290 ft/s. Si es menor de 300 pies por segundo (91,4 m/s), un impacto con lesiones solo puede causarse a una distancia muy corta. Se pueden producir heridas con sangre, pero las lesiones más habituales son predominantemente superficiales. Las gafas protectoras de sellado completo (gafas o anteojos) se consideran generalmente la protección mínima para los jugadores de airsoft, ya que los ojos pueden resultar lesionados por cualquier tipo de impacto. El menor grado de protección admisible para un jugador cumplirá o excederá los estándares ANSI/ISEA Z87.1, lo que indica que las gafas estén diseñadas para resistir ataques balísticos. Las gafas de malla, de bajo costo y que no se empañan, han visto limitado su uso por parte de los jugadores debido a su comportamiento en caso de impacto y a su vulnerabilidad a las partículas proyectadas. Algunos impactos (especialmente a corta distancia con pistolas potentes) son capaces de agrietar o dañar los dientes, por lo que se recomienda usar una mascarilla (como las que se utilizan en paintball) para proteger los ojos y los dientes. También se emplean máscaras de malla metálica y protectores bucales. 
Existen ciertos condicionantes legales en el airsoft, así como varias reglas particulares impuestas en cada evento. La mayoría de los campos de airsoft interiores solo permiten velocidades de disparo de hasta 350 pies/s (106,7 m/s), y la mayoría de los campos al aire libre comienzan a limitar la velocidad a 410 pies/s (125 m/s) para fusiles y 525 pies/s (160 m/s) para armas de largo alcance, como rifles de francotirador. La mayoría de los campos al aire libre también imponen una distancia mínima de combate para las armas que disparan con un cierto alcance, normalmente para armas de apoyo de escuadrones y rifles de francotirador.
Para que un arma de airsoft cause lesiones graves, debería estar muy por encima de estos límites, y dispararse desde muy cerca. Para alcanzar tales velocidades, el arma tendría que ser altamente modificada. Por lo tanto, es poco probable causar daños permanentes o graves con cualquier arma de airsoft estándar. El uso de municiones metálicas, o cualquier objeto extraño, es muy peligroso para el usuario y para otras personas y propiedades cercanas, y también puede dañar el arma. Sin embargo, se pueden encontrar en el mercado proyectiles metálicos de 6 mm especialmente diseñados y construidos para pistolas de airsoft. Estas municiones metálicas no deben usarse en competición, porque pueden romper las gafas y otros equipos de seguridad. 
Aunque las armas de airsoft en los Estados Unidos generalmente se venden con una marca de color naranja de al menos 6 mm (0,24 in) en la punta del cañón, con el fin de distinguirlas de las armas de fuego reales, de hecho, esto no es requerido por las leyes federales. Existe cierta controversia sobre este tema, ya que el Título 15 del Código de Regulaciones Federales sobre comercio exterior e intercambios, estipula que "ninguna persona deberá fabricar, comercializar, enviar, transportar o recibir ningún juguete, parecido o imitación de un arma de fuego" sin marcas aprobadas, como una punta naranja, un tapón naranja en el cañón, el exterior de colores brillantes de todo el juguete o una construcción transparente (parte 272.2, anteriormente parte 1150.2). Sin embargo, la sección 272.1 (anteriormente 1150.1) indica claramente que estas restricciones no se aplicarán a las "armas de aire tradicionales de perdigones, bolas de pintura o de perdigones que expulsen un proyectil mediante la fuerza del aire comprimido, gas comprimido o acción mecánica de resorte, o cualquier combinación de los mismos". Las leyes locales pueden diferir según la jurisdicción. El marcado preventivo total o parcial de las armas de airsoft como una obligación legal para evitar su confusión con armas letales reales se practica en varias jurisdicciones de todo el mundo. 
Una controversia común conocida como "Pumping" o "Roping" es el acto de disparar a propósito más de 20 ráfagas de proyectiles de airsoft a un jugador hasta que se escapa o se rinde debido al dolor. Videos populares como "Rip Kid" y "SC Trip 2015" han documentado estos actos de "bombardeo". Existe una preocupación por la seguridad de los jugadores, así como por la probabilidad de que sigan practicando este entretenimiento. Varios lugares dedicados al airsoft en los EE. UU. han impuesto estrictas reglas de "solo fuego semiautomático", así como otras reglas destinadas a disuadir a los jugadores que combaten con la intención de dañar a otros jugadores. 

### Tiroteos policiales
- El 13 de enero de 2006, Christopher Penley, un estudiante de 15 años con una pistola de airsoft pintada completamente de negro, fue abatido por un miembro del equipo SWAT en la Escuela Intermedia Milwee en Longwood, Florida.
- El 22 de octubre de 2013, Andy López, de 13 años, fue alcanzado por los disparos del ayudante del sheriff del condado de Sonoma, Erick Gelhaus. López caminaba con otros niños y llevaba un arma de airsoft diseñada para parecerse a un rifle de asalto AK-47. Gelhaus abrió fuego, matando a López con siete disparos.[14]
- El 5 de agosto de 2014, la policía de Beavercreek mató a tiros a John Crawford, mientras manejaba un arma de airsoft en una tienda de Walmart, cerca de Dayton, Ohio.
- El 22 de noviembre de 2014 en Cleveland, Ohio, la policía disparó y mató a Tamir Rice, un niño de 12 años con una pistola de airsoft. Después de que una persona que llamó al 911 informara de que había un hombre joven con una pistola "probablemente falsa" en un patio de juegos, la policía llegó al lugar de los hechos, pero el mensaje que recibió la unidad policial no indicaba que la pistola podría haber sido falsa. La policía informó que le pidieron al niño que mostrara sus manos, pero en lugar de enseñarlas, se las llevó a la cintura. Un agente le disparó de forma fatal a los dos segundos de haber llegado. Más tarde, la policía dijo que se le había quitado al arma la punta naranja que indicaba que era un juguete.[15][16]
- El 25 de noviembre de 2014, la policía de Vancouver (Washington), acudió a la escena de una disputa doméstica para encontrar a Sebastian T. Lewandowski, de 31 años, con una réplica de airsoft de una AR-15. Cuando se negó a dejar lo que parecía ser un arma real, los agentes dispararon contra Lewandowski, que murió allí mismo.[17]

## Problemas de marca registrada
Algunas armas de airsoft pueden ser réplicas tan precisas que violan las leyes de propiedad intelectual (específicamente  las relativas a las marcas comerciales), especialmente algunos modelos de Tokyo Marui con las marcas comerciales Colt o Heckler & Koch, lo que puede causar que se prohíba su importación a los Estados Unidos. Ciertas compañías como Classic Army o ICS evitan este problema al licenciar sus réplicas de los fabricantes originales como ArmaLite; o como ActionSportGames en el caso de Olympic Arms. La compañía de airsoft ActionSportGames ha obtenido los derechos de marca registrada de muchos fabricantes de armas de fuego conocidos, como Armalite, Dan Wesson, CZ, Steyr, STI, B&T y Franchi.
Otra compañía que licencia los diseños de compañías de armas es Evolution International. Tienen una cartera de licencias exclusivas de ADC Armi Dallera Custom, TangoDown, ZM Weapons, DSR Precision, Lone Star Tactical y SAR. Además, determinadas empresas han tomado medidas en defensa de sus derechos de propiedad intelectual. Algunos usuarios finales han intentado vender sus armas, algunas al estilo de las pistolas Glock, solo para descubrir que Glock bloquea la venta y amenaza con acciones legales. Además de estas acciones, Glock, así como HK, han bloqueado la venta, el comercio y la distribución de réplicas que se parecen a sus productos.